# Compagnie de Vichy
Pour les articles homonymes, voir CFV.
La Compagnie de Vichy — anciennement Compagnie Fermière de l'établissement thermal de Vichy (CFV) et encore couramment appelé localement la Compagnie fermière ; nommée VY Resort Thermal depuis 2022 — est une entreprise française active dans les cures thermales, l'hôtellerie et l'eau minérale. Elle est basée à Vichy dans l'Allier où elle a en concession accordée par l'État (« en fermage d'État ») les thermes de la ville et l'eau de Vichy Célestins.

## Histoire
Fondée au milieu du XIXe siècle, la société figure parmi les plus anciennes entreprises françaises. En 1853, pour gérer le patrimoine thermal que l'État possède à Vichy, Napoléon III, qui a largement participé au développement de la station thermale qu'il fréquentait, décide de confier l'exploitation de l'établissement thermal en concession à la société Lebobe, Callou et Cie. Neuf ans plus tard, en 1862, la société Lebobe, Callou et Cie se transforme en société anonyme et devient la Compagnie fermière de l'Établissement thermal de Vichy (couramment désignée sous l'acronyme CFV).

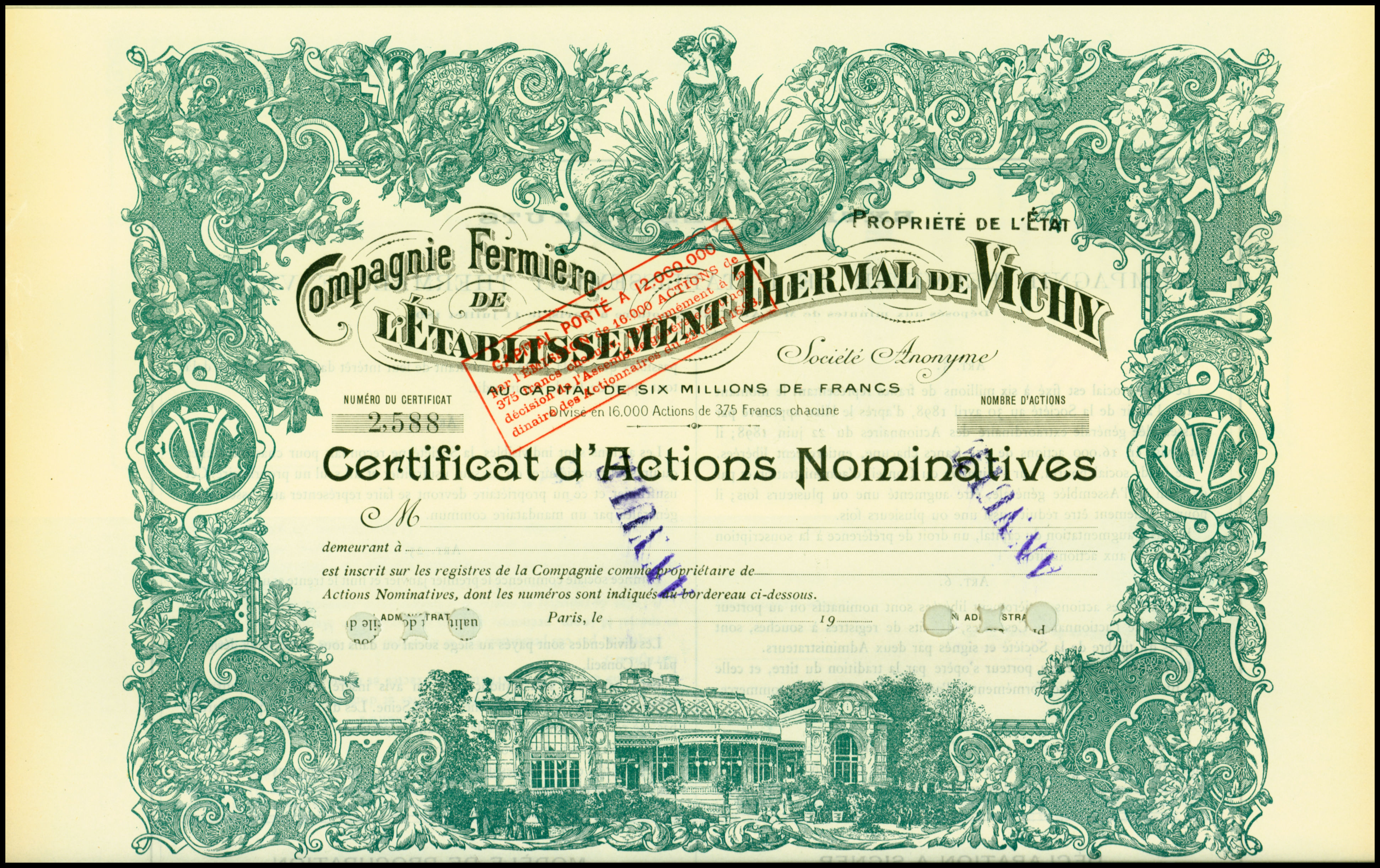
Action de la Compagnie fermière de l'Établissement thermal de Vichy en date du 11 juillet 1898.

La Compagnie fermière de l'Établissement thermal de Vichy est donc fermage d'État. De ce fait, elle s'engage à améliorer et entretenir les biens de l'État et verse à ce dernier une redevance.
Jusqu'en 1954, la société est dirigée par ses fondateurs, puis par leurs descendants, principalement par la famille Callou. Cette année-là, la Compagnie devient une filiale des Brasseries et Glacières de l'Indochine. En 1968, elle passe sous le contrôle du groupe Perrier, avant d'être rachetée en 1992 par le Groupe Castel.
De 1937 à 1984, la maison du Bailliage ou Castel franc abrite le musée de la Compagnie.
En 2005, Jérôme Phelipeau, ancien dirigeant de ce groupe puis du groupe d'eaux minérales Alma (dont Castel était un des principaux actionnaires) devient en 2005 actionnaire majoritaire de la Compagnie.
En 2009, la Compagnie fermière de l'Établissement thermal de Vichy devient la Compagnie de Vichy, son PDG souhaitant un nom plus moderne et éviter la confusion associant le terme de fermière à l'agriculture et non au fermage d'État.
Le 11 avril 2019, le groupe France Thermes (société animée par Sylvain Serafini) a annoncé l'intention de racheter la Compagnie de Vichy. Cette acquisition est officialisée le 5 juin 2019.
Le 28 septembre 2022, la Compagnie de Vichy change de nom pour devenir VY Resort Thermal.

### Conventions de concession
Convention de 1853 : Concession pour une durée de 33 ans (terme en 1886), redevance annuelle à l'État de 100 000 francs, obligation de travaux pour un montant de 1 000 000 francs : 
- réfection des sources ;
- construction d'un nouvel établissement thermal de 2e classe (ouvert en 1858) ;
- construction de bâtiments d'exploitation (lingerie, buanderie, expéditions des eaux...).

Convention de 1864 : convention prolongeant de 18 ans la convention de 1853 (terme en 1904) avec une redevance annuelle à l'État augmentée de 50 000 francs soit un total de 150 000 francs et travaux pour un montant de 1 340 000 francs : 
- construction d'un casino (inauguré en 1865) ;
- agrandissement des Bains de 2e classe ;
- reconstruction des Bains de l'Hôpital.

Convention de 1897 :  convention prolongeant la concession de 30 ans à partir de 1904 (terme en 1934) avec une redevance annuelle à l'État de 1 000 000 francs et des travaux dont le montant ne doit pas dépasser 9 500 000 francs : 
- construction d'un nouvel établissement thermal de 1re classe (inauguré en 1903) ;
- agrandissement du casino (inauguré en 1900) ;
- modification des abords de la source de l'Hôpital : construction des boutiques et du bâtiment les hébergeant dit le "Fer à cheval" et d'un kiosque à musique ;
- construction des galeries couvertes ;
- construction du hall des Sources ;
- agrandissement de la gare d'emballage.

Convention de 1927 :  convention confirmant la concession du domaine thermal de l'État à la Compagnie de Vichy jusqu'en 1970. La redevance annuelle est d'1 000 000 francs et les travaux dont le montant ne doit pas dépasser 25 000 000 francs : 
- agrandissement des établissements de 2e et 3e classe (en fait : construction des Bains Callou, inaugurés en 1933 et construction des Bains Lardy[note 3], inaugurés en 1937) ;
- création de nouveaux services thermaux ;
- construction d'un office de renseignements ;
- agrandissement des ateliers d'embouteillage et d'expéditions ;
- diverses améliorations comme le financement d'une grande partie de la destruction et reconstruction d'un nouveau pont plus large sur l'Allier (l'actuel pont de Bellerive) ;
- transformation des différents services du Grand Casino de Vichy.

Convention de 1971 :  convention reconduisant la concession pour une durée de 30 ans (terme en 2001) avec une redevance annuelle indexée aux résultats de l'exploitation de la concession et un programme de travaux prévu pour une somme de 26 000 000 francs (indexé au CDTN, le Coefficient départemental des travaux neufs). De cette convention, est issu l'hôtel Thermalia (1978), actuel hôtel Mercure.
Convention de 1988 (convention actuelle) : convention intervenue entre l'État et la Compagnie fermière de Vichy, reconduisant la concession jusqu'en 2030.
De cette convention, sont issues les constructions suivantes : 
- construction de nouveaux Bains Callou (ouverts en 1990) ;
- rénovation du centre thermal des Dômes (1991) ;
- construction d'un hôtel Ibis relié aux Bains Callou (1992) ;
- forage de la source Antoine, 73 °C (1991) ;

## LaCompagnie de Vichyaujourd'hui
La Compagnie de Vichy est concessionnaire de l'État jusqu'au 31 décembre 2030. d'un ensemble immobilier situé dans la ville de Vichy et ses environs, ainsi que de onze sources thermales dont l'eau Vichy Célestins. En dehors de cette concession, la Compagnie de Vichy gère également une part de l'offre hôtelière du site thermal de Vichy. Avec un effectif moyen d'environ 220 personnes, la Compagnie de Vichy indique être le plus important employeur privé de Vichy.

### Partie gérée sous concession de l'État
Les Thermes CallouReconstruits au début des années 1990, les thermes Callou accueillent les curistes pris en charge par la Sécurité sociale sur une durée de trois semaines. Ils ont été rénovés en 2025 après 20 millions d'euros de travaux. Les thermes sont reliées par une passerelle à un hôtel trois étoiles de 139 chambres.
Le centre thermal des DômesDe style néo-mauresque, les thermes des Dômes accueillent des curistes conventionnés sur une durée de trois semaines, ainsi que des cures « courts séjours ». Les thermes sont reliées à un hôtel quatre étoiles de 78 chambres et à une résidence hôtelière de 50 chambres.
Le patrimoine associéIl s'agit principalement du parc thermal ou parc des Sources (grand parc central de Vichy, à la limite du quartier thermal et du quartier commerçant de Vichy) et des sources thermales.
L'exploitation des sourcesL'exploitation concerne l'embouteillage de l'eau Vichy Célestins. 40 millions de cols ont été commercialisés sous la marque Vichy Célestins en 2015, y compris à l'export.

### Patrimoine privé
La Compagnie de Vichy possède le Vichy Célestins Spa Hôtel (5 étoiles), ainsi que Vichy Spa International, une filiale de développement à l'étranger.

### Licences
La Compagnie de Vichy gère également l'activité confiserie Pastille de Vichy confiée en location-gérance à la société Carambar & Co, et le partenariat avec la société Cosmétique Active Internationale du groupe L'Oréal qui produit et distribue les produits Vichy Laboratoires.

### Rachat du domaine thermal par la ville de Vichy
Le 5 mars 2021, la ville de Vichy rachète le domaine thermal à l'État pour 25 millions d'euros. Le fermage de la compagnie de Vichy sera donc payé à la commune.